# Siebenborn (Maring-Noviand)
Siebenborn ist ein Ortsteil von Maring-Noviand, Landkreis Bernkastel-Wittlich, in Rheinland-Pfalz.

## Geographische Lage
Der Hof liegt nördlich von Maring auf einem Felssporn am Hang des Liesertals.

## Geschichte
Siebenborn wird um 1140 als „Seuenburnin“ erstmals erwähnt. 1157 ist es als Grangie der Zisterzienserabtei Himmerod mit umfangreichem Weinberg- und Landzubehör bezeugt. Seit 1218 erscheint es als curtis bzw. Hof. Der Besitz ging auf die Schenkung des Ritters Christian von Maring an Himmerod zurück.